# Reine Sammut
Reine Sammut, née Morche le 10 avril 1953 à Frizon (Vosges), est une cheffe cuisinière française.
Cheffe du restaurant l'Auberge la Fenière seule jusqu'en 2016, et avec sa fille Nadia Sammut jusqu'en 2018, elle est étoilée Michelin, pendant plus de vingt ans, ce qui fait d'elle une des rares femmes cheffes étoilées en France.

## Biographie
D'origine vosgienne, Reine Sammut grandit à Sarreguemines. En 1967, elle part à Avignon où elle débute ensuite des études de médecine. En 1974, elle y rencontre son mari, Guy Sammut. Claudette, mère de Guy Sammut, est propriétaire et cheffe du restaurant La Fenière à Lourmarin dans le Luberon.
En 1975, les parents de Guy Sammut, Louis Sammut et Claudette Leclerc créent un restaurant dans une fenière (grenier à foin) pour que leur fils Guy, qui travaille en salle, ait un emploi. C'est Claudette qui est en cuisine. Pendant qu'elle étudie la médecine, Reine vient aider le weekend. Claudette enseigne à Reine la cuisine méditerranéenne et celle-ci prend goût à la profession. Reine et Guy Sammut se marient en janvier 1976. Claudette laisse progressivement Reine Sammut prendre les commandes de la cuisine.
En 1995, Guy et Reine Sammut obtiennent une première étoile du Guide Michelin.
En 1997, ils déménagent le restaurant et ouvrent à Cadenet l'auberge la Fenière.
En 2014, Nadia Sammut, seconde fille de Reine Sammut, chimiste de formation, allergique au gluten, entre dans l'entreprise familiale. À partir de 2016, c'est elle qui gère le restaurant, aidée par Reine Sammut en cuisine. L'Auberge la Fenière devient le premier restaurant gastronomique français sans gluten, ni lactose. En 2018, Nadia Sammut prend les commandes de l'auberge,.

## Décorations
- Chevalier de l'ordre national du Mérite (nommé par décret du 10 novembre 1998)[11]